# 山口県道168号勝間停車場線
山口県道168号勝間停車場線（やまぐちけんどう168ごう かつまていしゃじょうせん）は、山口県周南市を通る一般県道である。

## 概要
JR西日本岩徳線 勝間駅から国道2号交点に至る。

### 路線データ
- 起点：周南市大字呼坂（JR西日本岩徳線 勝間駅前）
- 終点：周南市大字呼坂（勝間交差点、国道2号交点）

## 歴史
- 1958年（昭和33年）10月1日 - 山口県告示第644号の2により認定される。
- 1972年（昭和47年） - 山口県の県道番号再編により現行の路線番号に変更される。
- 2003年（平成15年）4月21日 - 新南陽市・徳山市・熊毛郡熊毛町、都濃郡鹿野町が対等合併して周南市が発足したことに伴い起終点の地名表記が変更される（熊毛郡熊毛町呼坂→周南市呼坂）。

## 地理

### 通過する自治体
- 山口県
  - 周南市

### 交差する道路
| 交差する道路 | 交差する場所 | 交差する場所      |
| ------------ | ------------ | ----------------- |
| 国道2号      | 大字呼坂     | 勝間交差点 / 終点 |

### 沿線
- JR西日本岩徳線 勝間駅